# Luule Tull
Luule Tull (nascida a 16 de outubro de 1942 em Eisma) é uma piloto de motocicletas da Estónia.
Durante a sua carreira ela tornou-se 42 vezes campeã da Estónia em diferentes disciplinas do motociclismo. Entre 1975 e 1992 ela venceu 9 vezes a Grande Corrida Kalev (em estoniano:  Kalevi suursõit).
Em 1971 ela foi nomeada Atleta do Ano da Estónia.